# Dicranota perpallida
Dicranota perpallida är en tvåvingeart som beskrevs av Alexander 1965. Dicranota perpallida ingår i släktet Dicranota och familjen hårögonharkrankar. Inga underarter finns listade i Catalogue of Life.